# ثقافة كوريا الجنوبية

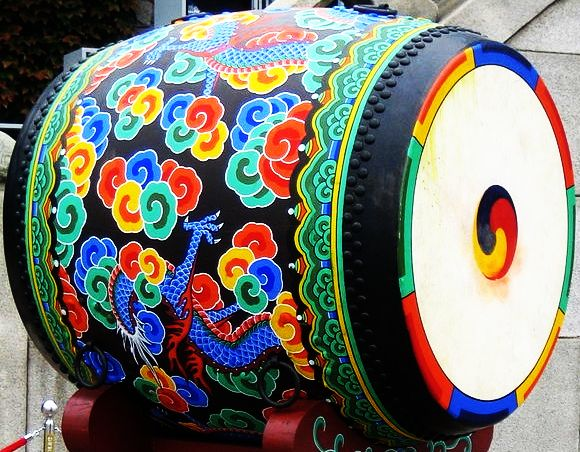
طبل كبير ملون و مرسوم بالطريقة الكورية للتزيين

تطورت الثقافة الكورية الجنوبية بالتزامن مع الثقافة الكورية التقليدية السائدة، وذلك بعد الحفاظ عليها لآلاف السنين من قبل الكوريين القدامى، تحت تأثير الثقافة الصينية مما أدى إلى انزلاق الثقافة الكورية الجنوبية من تلك القيود، عبر المرور من عدة تغيرات منذ انفصالها عن كوريا الشمالية سنة 1948. مما شكل تحولا ونقلا واضحا في الاقتصاد الكوري الجنوبي، وكذلك موجة التحضر والتغريب (أي التشبه بثقافة الغرب وتقليد أساليبهم كاللباس وغيره). وهذا ما غير طريقة عيش الكوريين الجنوبيين، هذا التغيير في الاقتصاد وأسلوب الحياة ساهم في تسليط الضوء عليها وزيادة شعبيتها وشهرتها.

## الأدب
قبل القرن ال20. الأدب الكوري قد تأثر بالأدب الصيني الكلاسيكي. كما أنه قد تم استخدام الخط الصيني من قبل الأدبيين الكوريين لآلاف السنين. أما الأدب المعاصر فقد شاع استعمال الهانغل به من أجل نشر الأعمال الأدبية وإخراجها من كونها محصورة بأقسام مهيمنة لعامة الناس بما في ذلك النساء منهم.

## الصحافة

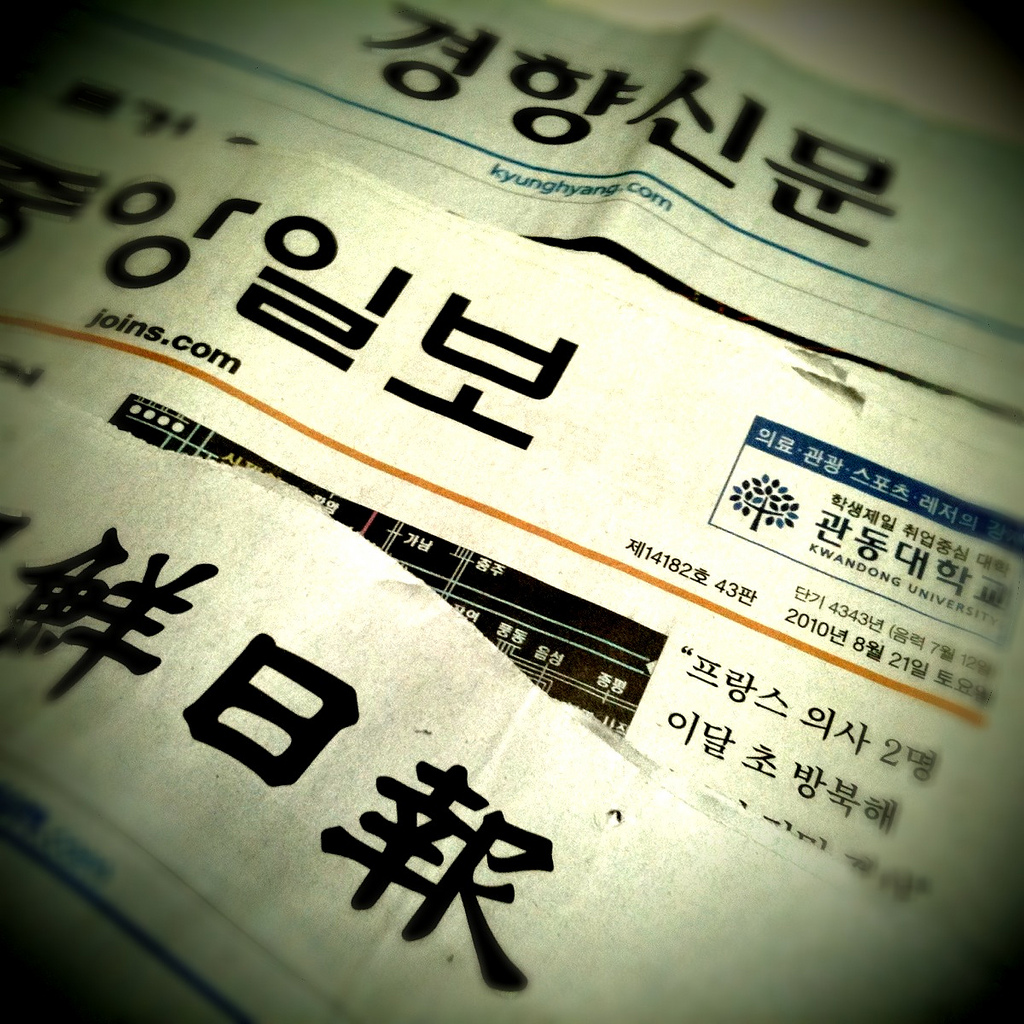
جريدة كورية

.

### التأثير الأجنبي
منذ القديم تأثرت كوريا الجنوبية بالصين. وفي السنوات الأخيرة تأثرت بالغرب وبالأخص الولايات المتحدة الأمريكية. تأثير الثقافة الغربية وسرعة انتشار التحضر غيرت العادات الغذائية للناس. وكذلك العديد من الناس يستمتعون بدمج الأطعمة الغربية والاسيوية بالطعام الكوري التقليدي. بالإضافة إلى البيتزا هنالك العديد من الأطعمة الغربية والأجنبية التي يفضلها الكوريون كالقهوة والذرة وكدا المايونيز والبرغر والمثلجات اذ أصبحت اطعمة شعبية جدا ومحبوبة.
مؤخرا. هيمنت عدة كلمات إنجليزية على اللغة الكورية مثال:* hand phone بالإنجليزية -هاتف يدوي- تنطق بالكورية: hendu pon *guitar- جيتار - بالإنجليزية تنطق بالكورية: gita

## التكنولوجيا

### الهواتف الذكية

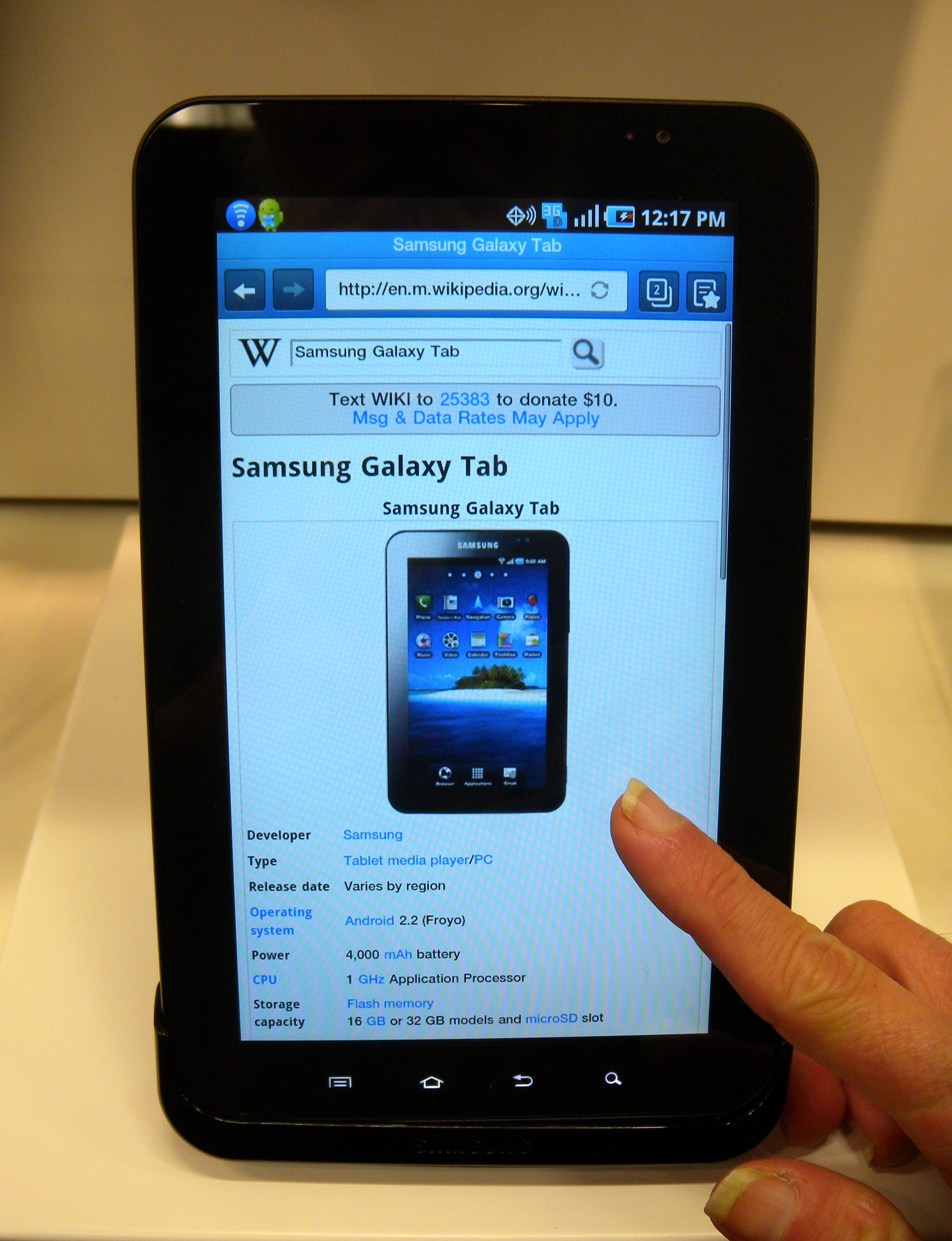
سامسونغ جالاكسي تاب

[بحاجة لمصدر]أزيد من 98% الكوريين الجنوبيين لا يستعملون هواتفهم فقط للاتصال وإرسال الرسائل النصية بل يستخدمونه كذلك بمشاهدة التلفاز المباشر. وتصفح المواقع الإلكترونية. الشركات الكورية الجنوبية سامسونغ Samsung وال جي LG. هم أكبر الشركات بيعا للهواتف بالعالم كله. ولذلك المواطنون الكوريون على الأغلب يغيرون هواتفهم كل 11 شهرا.

## الثقافة الشعبية

### موسيقى البوب
هو نوع من موسيقى البوب التي نشأت في كوريا الجنوبية التي تتميز بمجموعة واسعة من العناصر السمعية والبصرية على أنه يتألف من جميع أنواع ’الموسيقى الشعبية’ داخل كوريا الجنوبية. ويستخدم المصطلح في الكثير من الأحيان بمعنى ضيق لوصف شكل حديث من الموسيقى وبوب كوريا الجنوبية تغطي مجموعة من الأساليب والأنواع المدرجة من الغرب مثل موسيقى البوب الغربية، موسيقى الروك، موسيقى الجاز، الهيب هوب، R&B، الريغي، الالكترونيا، تكنو، الهذيان، الشعبية والبلد والكلاسيكية على راس جذورها الموسيقى الكورية التقليدية. دخلت الكيبوب السوق الكوري في مطلع القرن الواحد والعشرين وسرعان ما نمت لتصبح ثفاقة فرعية بين المراهقين والشباب في شرق وجنوب شرق آسيا. مع ظهور خدمات اجتماعية عبر الإنترنت.
ينتشر هذا الفن انتشار عالمي حالي والمعروف باسم الموجة الكورية في أمريكا اللاتينية، الهند، شمال أفريقيا، في الشرق الأوسط، وفي أماكن أخرى في العالم الغربي. وتعود هذه الشهرة بالفضل إلى أشهر الفرق بكوريا الجنوبية مثل: سوبرجونيور، غيرلز جينريشن، بيغ بانغ، والأشهر والأوسع انتشارا بين القاعدات الجماهيرية فرقة BTS وقد ظهرت ظاهرة الكيبوب في النصف الثاني من القرن العشرين، مع نهاية الحرب والعودة إلى حياة أكثر روية تفضي إلى الترفيه. خلال الخمسينات والستينيات، والعروض الموسيقية التي تنظمها القوات الأمريكية في قواعدها العسكرية وخارجها، وسوف يعرض كوريا الأنواع الموسيقية الحديثة الجديدة. عند تقاطع الثقافات الغربية والآسيوية، والترفيه الكورية ثم تأخذ الرحلة. سيبدأ مشهد الموسيقى الكورية في النمو مع ارتفاع العصابات صبي دون إهمال المؤلفين الأداء. والصخور، وعرض في كوريا في 1970s، والتأثير بالتالي جزء من الكيبوب.
- أكبر وكالات الإنتاج كورية هي إس إم إنترتينمنت، جاي واي بي إنترتينمنت وواي جي إنترتينمنت وبيق هيت انترتينمنت، فهي تدر أرباحاً تصل إلى عشرة مليارات وون. لعام 2012، بلغ مجموع التسمية SM الترفيه، الذي مبيعات أكثر من 38400000000 وون (حوالي 27519056 يورو)، حققت أرباحا صافية بلغت 16.4 مليار وون (11 مليون اليورو) 54.55. قائمة العلامات الكورية والمطربين ذات الصلة.

### الدراما الكورية
دراما كورية (هانغل: 한국드라마; ر.ر: هانغوك دُراما) أو كي دراما هو نوع فني في اللغة الكورية يشير إلى المسلسلات التلفزيونية القصيرة الموجهة إلى الجمهور الكوري مع سمات ومميزات مختلفة تميزها عن المسلسلات الأجنبية وأوبرا الصابون. وتختصر غالبا تحت اسم «كي دراما» باللغة الإنجليزية والتي تعني «الدراما الكورية».
وتحظى الدراما الكورية من كوريا الجنوبية بالكثير من الشعبية حيث حققت العديد من هذه المسلسلات نجاحا ساحقا في جميع أنحاء آسيا والبلدان العربية، لا سيما في شمال أفريقيا (الجزائر وتونس والمغرب)، ما حدى بها رفقة موسيقى البوب الكوري إلى المساهمة في ظاهرة الهاليو أو الموجة الكورية.
بدأت كوريا الجنوبية بث مسلسلاتها التلفزيونية في الستينيات. لكن الدراما الكورية في شكلها الحالي بدأت سنة 1990، من خلال المسلسلات التاريخية التقليدية. وتتبنى القنوات سياسات عرض مرنة حيث اعتمادا على نسب المشاهدة وردود فعل المشاهدين، يمكن إيقاف الدراما في أي وقت أثناء الإنتاج، وهو ما يضع شركات الإنتاج والممثلين في مواقف صعبة، باعتبار أن تصوير الدراما الكورية في كثير من الأحيان ما يتم ضمن جدول زمني ضيق جدا، قد يكون قبل ساعات قليلة من البث الفعلي.